# Nicolaea cupa
Nicolaea cupa is een vlinder uit de familie van de Lycaenidae. De wetenschappelijke naam van de soort werd als Thecla cupa in 1907 gepubliceerd door Hamilton Herbert Druce.

## Synoniemen
- Thecla dicaeoides Lathy, 1936
- Crimsinota youngi Johnson, 1993
- Nicolaea macronoma Johnson, 1993